# دالهایم (راینلاند-فالتس)
دالهایم (به آلمانی: Dalheim) یک شهر در آلمان است که در ماینتس-بینگن واقع شده‌است. دالهایم ۱٬۰۳۹ نفر جمعیت دارد.